# Typhlops tasymicris
Typhlops tasymicris е вид змия от семейство Typhlopidae. Видът е застрашен от изчезване.

## Разпространение
Видът е ендемичен за Гренада, остров в Карибските Малки Антили.